# Marian Pittreich
Marian Pittreich (* 4. April 1708 in Maribor; † 23. Februar 1771 in Ragnitz) war ein österreichischer Zisterzienserabt.

## Leben

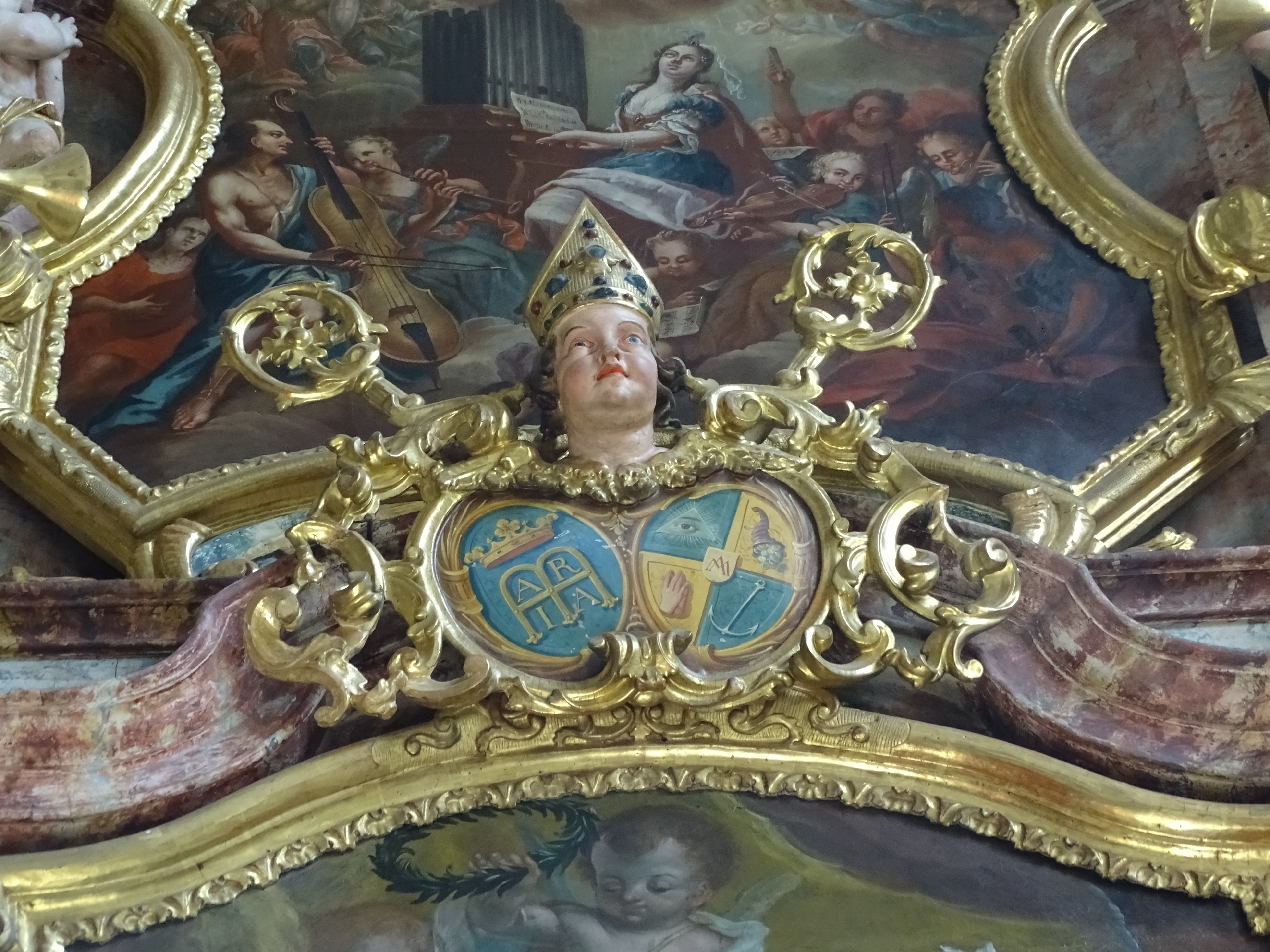
Wappen des Stiftes Rein (links) und von Marian Pittreich (rechts) am Altaraufbau des Barbaraaltares in der Pfarrkirche Übelbach

Marianus Pittreich wurde 1708 als Sohn eines Kaufmanns in Maribor geboren. Die wohlhabenden Eltern schickten ihn in die Pfarrschule in Ruše bei Maribor (1716) und 1718 zum Studium an das Jesuitenkolleg in Graz. 1724 wurde er Zisterzienser im Stift Rein und 1731 in Seckau zum Priester geweiht. 1745 erfolgte seine Wahl zum Abt, als der er dem Kloster bis zu seinem Tod 1771 vorstand.
Seine bedeutendsten Verdienste sind die Vollendung des Neubaus der Stiftskirche unter der Leitung des Grazer Hofbaumeisters Johann Georg Stengg, die er 1747 weihte, und die Ausstattung des Kircheninneren im spätbarocken Stil, die sich noch bis in die 1760er Jahre hinzog. Bedeutende Elemente sind die Fresken des Malers Joseph Adam von Mölk und der Hochaltar des Grazer Bildhauers Jakob Peyer (Das Altarblatt von Martin Johann Schmidt stammt aus späterer Zeit). Auch der Ankauf eines Großteils der Ferdinandeischen Bibliothek – einen kleineren Teil hatte Kaiserin Maria Theresia nach Wien schaffen lassen – fällt in seine Zeit. Als Visitator übte er eine sorgfältige Aufsicht über die Klöster in seinem Zuständigkeitsbereich, bis nach Krain und Kärnten, aus und war ein gefragter Ratgeber für deren Äbte.
Er starb 1771 im Schloss Rohr und wurde unter dem Presbyterium der Stiftskirche bestattet.